# フレセッツ
フレセッツ株式会社（英: Fressets, Inc.）とは、かつて存在した日本の企業。暗号資産に関してウォレット開発、人材教育、研究開発を行っていた。社名の Fressets は Frictionless Assets の略。

## 概要
日向理彦によって2017年8月に設立される。2017年9月に2,300万円の第三者割当増資を実施、2018年2月に3,500万円の第三者割当増資を実施、2018年6月に約3億5,000万円の第三者割当増資を実施した。
2021年3月、株式会社HashPortに吸収合併された。

## 事業
暗号資産のウォレット開発、ブロックチェーン人材の教育、ブロックチェーンに関する研究開発を行っていた。